# T.H.U.G.S. (álbum de Bone Thugs-n-Harmony)
T.H.U.G.S. es un álbum recopilatorio del grupo Bone Thugs-n-Harmony. Fue lanzado por la discográfica Ruthless Records, el 13 de noviembre de 2007. Alcanzó el puesto #73 del Billboard 200, con ventas de 15.000 copias en su primera semana.

## Lista de canciones
| N.º | Título                | Producer(s)                                | Duración |  |
| 1.  | «T.H.U.G»             | Bone Thugs-N-Harmony                       | 5:59     |  |
| 2.  | «Unstoppable»         | Bone Thugs-N-Harmony, David Frederic       | 5:04     |  |
| 3.  | «Nation Of Thugs»     | Bone Thugs-N-Harmony, Alvin "Stone" Clark  | 3:49     |  |
| 4.  | «Wildin'»             | Noel "Detail" Fisher                       | 3:42     |  |
| 5.  | «Not That Nigga»      | Rick Rock                                  | 4:39     |  |
| 6.  | «Bone Thug Soldier»   | LT Hutton                                  | 3:02     |  |
| 7.  | «I'm Bone»            | The CoStars                                | 4:10     |  |
| 8.  | «Sweet Jane»          | Bone Thugs-N-Harmony, Noel "Detail" Fisher | 4:09     |  |
| 9.  | «Everyday Thugs»      | Bone Thugs-N-Harmony, DJ U-Neek            | 4:59     |  |
| 10. | «Don't Waste My Time» | Noel "Detail" Fisher                       | 4:12     |  |
| 11. | «Young Thugs»         | Bone Thugs-N-Harmony, Noel "Detail" Fisher | 3:44     |  |
| 12. | «Remember Yesterday»  | Edward "Self" Hinson                       | 3:34     |  |
| 13. | «So Many Places»      | Bone Thugs-N-Harmony, Noel "Detail" Fisher | 4:25     |  |